# Liège-Bastogne-Liège for kvinder 2019
Den 3. udgave af Liège-Bastogne-Liège for kvinder blev afholdt den 28. april 2019. Dette var det niende løb i UCI Women's World Tour 2019. Løbet blev vundet af hollandske Annemiek van Vleuten fra Mitchelton-Scott.

## Hold og ryttere
| UCI Women's Teams (24)- Alé Cipollini - Aromitalia Vaiano - Astana Women's - BePink - Bigla - Boels Dolmans - BTC City Ljubljana - Canyon-SRAM Racing - CCC-Liv - Cogeas-Mettler - Doltcini-Van Eyck Sport - FDJ-Nouvelle Aquitaine-Futuroscope - Hagens Berman-Supermint - Health Mate-Ladies Team - Lotto Soudal Ladies - Mitchelton-Scott - Movistar Team - Parkhotel Valkenburg-Destil - Sunweb Women - Tibco-Silicon Valley Bank - Trek-Segafredo - Valcar Cylance - Virtu Cycling Women - WNT-Rotor Pro Cycling |
| |

### Danske ryttere
- Annika Langvad kørte for Boels-Dolmans
- Cecilie Uttrup Ludwig kørte for Bigla Pro Cycling
- Louise Norman Hansen kørte for Team Virtu Cycling Women

## Klassement

### Endeligt klassement
| \| Samlede stilling \| Samlede stilling \| Samlede stilling \| Samlede stilling \| Samlede stilling \| \| Rytter \| Rytter \| Hold \| Tid \| \| \| ---------------- \| --------------------- \| -------------------- \| ---------------- \| ---------------- \| \| 1. \| Annemiek van Vleuten \| Mitchelton-Scott \| 3t 42' 10" \| \| \| 2. \| Floortje Mackaij \| Sunweb \| + 1' 39" \| \| \| 3. \| Demi Vollering \| Parkhotel Valkenburg \| + 1' 43" \| \| \| 4. \| Soraya Paladin \| Alé Cipollini \| + 1' 43" \| \| \| 5. \| Lucinda Brand \| Sunweb \| + 1' 43" \| \| \| 6. \| Katarzyna Niewiadoma \| Canyon-SRAM Racing \| + 1' 43" \| \| \| 7. \| Lizzie Deignan \| Trek-Segafredo \| + 1' 43" \| \| \| 8. \| Alena Amjaljusik \| Canyon-SRAM Racing \| + 1' 43" \| \| \| 9. \| Elisa Longo Borghini \| Trek-Segafredo \| + 1' 43" \| \| \| 10. \| Cecilie Uttrup Ludwig \| Bigla \| + 1' 43" \| \| |                       |                      |            |
| |                       |                      |            |
| Kilde: ProCyclingStats |                       |                      |            |
| Samlede stilling |                       |                      |            |
| Rytter | Rytter                | Hold                 | Tid        |
| 1. | Annemiek van Vleuten  | Mitchelton-Scott     | 3t 42' 10" |
| 2. | Floortje Mackaij      | Sunweb               | + 1' 39"   |
| 3. | Demi Vollering        | Parkhotel Valkenburg | + 1' 43"   |
| 4. | Soraya Paladin        | Alé Cipollini        | + 1' 43"   |
| 5. | Lucinda Brand         | Sunweb               | + 1' 43"   |
| 6. | Katarzyna Niewiadoma  | Canyon-SRAM Racing   | + 1' 43"   |
| 7. | Lizzie Deignan        | Trek-Segafredo       | + 1' 43"   |
| 8. | Alena Amjaljusik      | Canyon-SRAM Racing   | + 1' 43"   |
| 9. | Elisa Longo Borghini  | Trek-Segafredo       | + 1' 43"   |
| 10. | Cecilie Uttrup Ludwig | Bigla                | + 1' 43"   |

## Startliste
| Boels Dolmans DLT | Boels Dolmans DLT                     | Boels Dolmans DLT |
| ----------------- | ------------------------------------- | ----------------- |
| Nr.               | Rytter                                | Placering         |
| 1                 | Anna van der Breggen (NED) (landevej) | 12.               |
| 2                 | Chantal Blaak (NED) (landevej)        | 45.               |
| 3                 | Eva Buurman (NED)                     | 43.               |
| 4                 | Katie Hall (USA)                      | 16.               |
| 5                 | Annika Langvad (DEN)                  | 14.               |
| 6                 | Amy Pieters (NED)                     | 44.               |

| Mitchelton-Scott MTS | Mitchelton-Scott MTS       | Mitchelton-Scott MTS |
| -------------------- | -------------------------- | -------------------- |
| Nr.                  | Rytter                     | Placering            |
| 11                   | Annemiek van Vleuten (NED) | 1.                   |
| 12                   | Jessica Allen (AUS)        | HD                   |
| 13                   | Lucy Kennedy (AUS)         | 67.                  |
| 14                   | Sarah Roy (AUS)            | 82.                  |
| 15                   | Amanda Spratt (AUS)        | 11.                  |
| 16                   | Moniek Tenniglo (NED)      | 92.                  |

| CCC-Liv CCC | CCC-Liv CCC                             | CCC-Liv CCC |
| ----------- | --------------------------------------- | ----------- |
| Nr.         | Rytter                                  | Placering   |
| 21          | Ashleigh Moolman-Pasio (RSA) (landevej) | DNF         |
| 22          | Jeanne Korevaar (NED)                   | 76.         |
| 23          | Riejanne Markus (NED)                   | 41.         |
| 24          | Pauliena Rooijakkers (NED)              | DNF         |
| 25          | Agnieszka Skalniak-Sójka (POL)          | 49.         |
| 26          | Marianne Vos (NED)                      | 21.         |

| Trek-Segafredo TFS | Trek-Segafredo TFS            | Trek-Segafredo TFS |
| ------------------ | ----------------------------- | ------------------ |
| Nr.                | Rytter                        | Placering          |
| 31                 | Lizzie Deignan (GBR)          | 7.                 |
| 32                 | Elisa Longo Borghini (ITA)    | 9.                 |
| 33                 | Jolanda Neff (SUI) (landevej) | 23.                |
| 34                 | Ellen van Dijk (NED)          | 13.                |
| 35                 | Tayler Wiles (USA)            | 46.                |
| 36                 | Ruth Winder (USA)             | DNF                |

| Canyon-SRAM Racing CSR | Canyon-SRAM Racing CSR            | Canyon-SRAM Racing CSR |
| ---------------------- | --------------------------------- | ---------------------- |
| Nr.                    | Rytter                            | Placering              |
| 41                     | Katarzyna Niewiadoma (POL)        | 6.                     |
| 42                     | Alena Amjaljusik (BLR) (landevej) | 8.                     |
| 43                     | Alice Barnes (GBR)                | 85.                    |
| 44                     | Hannah Barnes (GBR)               | 65.                    |
| 45                     | Hannah Ludwig (GER)               | 91.                    |
| 46                     | Omer Shapira (ISR)                | 70.                    |

| FDJ-Nouvelle Aquitaine-Futuroscope FDJ | FDJ-Nouvelle Aquitaine-Futuroscope FDJ | FDJ-Nouvelle Aquitaine-Futuroscope FDJ |
| -------------------------------------- | -------------------------------------- | -------------------------------------- |
| Nr.                                    | Rytter                                 | Placering                              |
| 51                                     | Shara Gillow (AUS)                     | 42.                                    |
| 52                                     | Eugénie Duval (FRA)                    | 75.                                    |
| 53                                     | Emilia Fahlin (SWE) (landevej)         | 22.                                    |
| 54                                     | Victorie Guilman (FRA)                 | 36.                                    |
| 55                                     | Lauren Kitchen (AUS)                   | HD                                     |
| 56                                     | Évita Muzic (FRA)                      | 32.                                    |

| Sunweb SUN | Sunweb SUN                     | Sunweb SUN |
| ---------- | ------------------------------ | ---------- |
| Nr.        | Rytter                         | Placering  |
| 62         | Lucinda Brand (NED)            | 5.         |
| 63         | Leah Kirchmann (CAN)           | 18.        |
| 64         | Juliette Labous (FRA)          | 31.        |
| 65         | Floortje Mackaij (NED)         | 2.         |
| 66         | Coryn Rivera (USA) (landevej)  | 77.        |
| 68         | Liane Lippert (GER) (landevej) | DNF        |

| WNT-Rotor Pro Cycling WNT | WNT-Rotor Pro Cycling WNT     | WNT-Rotor Pro Cycling WNT |
| ------------------------- | ----------------------------- | ------------------------- |
| Nr.                       | Rytter                        | Placering                 |
| 71                        | Erica Magnaldi (ITA)          | 72.                       |
| 72                        | Kathrin Hammes (GER)          | 56.                       |
| 73                        | Gabrielle Pilote Fortin (CAN) | DNF                       |
| 74                        | Ane Santesteban (ESP)         | 28.                       |
| 76                        | Lara Vieceli (ITA)            | DNF                       |
| 78                        | Sarah Rijkes (AUT)            | 86.                       |

| Tibco-Silicon Valley Bank TIB | Tibco-Silicon Valley Bank TIB | Tibco-Silicon Valley Bank TIB |
| ----------------------------- | ----------------------------- | ----------------------------- |
| Nr.                           | Rytter                        | Placering                     |
| 82                            | Alison Jackson (CAN)          | 51.                           |
| 83                            | Nina Kessler (NED)            | DNF                           |
| 84                            | Shannon Malseed (AUS)         | 60.                           |
| 85                            | Rozanne Slik (NED)            | DNF                           |
| 86                            | Lauren Stephens (USA)         | DNF                           |

| BTC City Ljubljana BTC | BTC City Ljubljana BTC   | BTC City Ljubljana BTC |
| ---------------------- | ------------------------ | ---------------------- |
| Nr.                    | Rytter                   | Placering              |
| 91                     | Anastasia Chursina (RUS) | 58.                    |
| 92                     | Urška Bravec (SLO)       | DNF                    |
| 93                     | Anja Longyka (SLO)       | DNF                    |
| 94                     | Hanna Nilsson (SWE)      | 53.                    |
| 95                     | Urša Pintar (SLO)        | 80.                    |
| 96                     | Urška Žigart (SLO)       | 87.                    |

| Virtu Cycling Women TVC | Virtu Cycling Women TVC | Virtu Cycling Women TVC |
| ----------------------- | ----------------------- | ----------------------- |
| Nr.                     | Rytter                  | Placering               |
| 101                     | Sara Penton (SWE)       | 93.                     |
| 102                     | Katrine Aalerud (NOR)   | 62.                     |
| 103                     | Sofia Bertizzolo (ITA)  | 20.                     |
| 104                     | Louise Norman Hansen    | 88.                     |
| 105                     | Anouska Koster (NED)    | 38.                     |
| 106                     | Rachel Neylan (AUS)     | 61.                     |

| Alé Cipollini ALE | Alé Cipollini ALE             | Alé Cipollini ALE |
| ----------------- | ----------------------------- | ----------------- |
| Nr.               | Rytter                        | Placering         |
| 111               | Soraya Paladin (ITA)          | 4.                |
| 112               | Chloe Hosking (AUS)           | DNF               |
| 113               | Romy Kasper (GER)             | 81.               |
| 114               | Diana Peñuela (COL)           | DNF               |
| 115               | Nadia Quagliotto (ITA)        | 63.               |
| 116               | Eri Yonamine (JPN) (landevej) | 74.               |

| Movistar Team MOV | Movistar Team MOV                    | Movistar Team MOV |
| ----------------- | ------------------------------------ | ----------------- |
| Nr.               | Rytter                               | Placering         |
| 121               | Mavi García (ESP)                    | 17.               |
| 122               | Aude Biannic (FRA) (landevej)        | 19.               |
| 124               | Małgorzata Jasińska (POL) (landevej) | 24.               |
| 125               | Lorena Llamas (ESP)                  | 73.               |
| 126               | Eider Merino (ESP) (landevej)        | 30.               |
| 127               | Gloria Rodríguez (ESP)               | DNF               |

| Bigla BIG | Bigla BIG                   | Bigla BIG |
| --------- | --------------------------- | --------- |
| Nr.       | Rytter                      | Placering |
| 131       | Cecilie Uttrup Ludwig (DEN) | 10.       |
| 132       | Elizabeth Banks (GBR)       | 48.       |
| 133       | Elise Chabbey (SUI)         | 37.       |
| 134       | Nikola Nosková (CZE)        | 39.       |
| 135       | Mikayla Harvey (NZL)        | 26.       |
| 136       | Sophie Wright (GBR)         | 89.       |

| Astana Women's Team ASA | Astana Women's Team ASA      | Astana Women's Team ASA |
| ----------------------- | ---------------------------- | ----------------------- |
| Nr.                     | Rytter                       | Placering               |
| 142                     | Marie-Soleil Blais (CAN)     | DNF                     |
| 143                     | Marina Kurnossova (KAZ)      | DNF                     |
| 144                     | Elena Pirrone (ITA)          | DNF                     |
| 146                     | Olha Sjekel (UKR) (landevej) | 52.                     |

| Lotto Soudal Ladies LSL | Lotto Soudal Ladies LSL   | Lotto Soudal Ladies LSL |
| ----------------------- | ------------------------- | ----------------------- |
| Nr.                     | Rytter                    | Placering               |
| 151                     | Julie Van de Velde (BEL)  | 15.                     |
| 152                     | Danique Braam (NED)       | DNF                     |
| 153                     | Dani Christmas (GBR)      | 55.                     |
| 154                     | Marie Dessart (BEL)       | HD                      |
| 155                     | Chantal Hoffmann (LUX)    | DNF                     |
| 156                     | Kelly Van den Steen (BEL) | 34.                     |

| Aromitalia Vaiano VAI | Aromitalia Vaiano VAI           | Aromitalia Vaiano VAI |
| --------------------- | ------------------------------- | --------------------- |
| Nr.                   | Rytter                          | Placering             |
| 161                   | Rasa Leleivytė (LTU) (landevej) | DNF                   |
| 162                   | Sofia Beggin (ITA)              | 78.                   |
| 163                   | Letizia Borghesi (ITA)          | 35.                   |
| 164                   | Angelica Brogi (ITA)            | DNF                   |
| 165                   | Carmela Cipriani (ITA)          | 69.                   |
| 166                   | Nicole Nesti (ITA)              | DNF                   |

| Parkhotel Valkenburg PHV | Parkhotel Valkenburg PHV | Parkhotel Valkenburg PHV |
| ------------------------ | ------------------------ | ------------------------ |
| Nr.                      | Rytter                   | Placering                |
| 171                      | Sofie De Vuyst (BEL)     | 68.                      |
| 172                      | Nina Buysman (NED)       | DNF                      |
| 173                      | Belle De Gast (NED)      | HD                       |
| 174                      | Roxane Knetemann (NED)   | 33.                      |
| 175                      | Esther van Veen (NED)    | 79.                      |
| 176                      | Demi Vollering (NED)     | 3.                       |

| Bepink BPK | Bepink BPK             | Bepink BPK |
| ---------- | ---------------------- | ---------- |
| Nr.        | Rytter                 | Placering  |
| 181        | Tatiana Guderzo (ITA)  | 25.        |
| 182        | Vania Canvelli (ITA)   | DNF        |
| 183        | Simona Frapporti (ITA) | DNF        |
| 184        | Katia Ragusa (ITA)     | 47.        |
| 185        | Nicole Steigenga (NED) | DNF        |
| 186        | Silvia Valsecchi (ITA) | DNF        |

| Valcar Cylance VAL | Valcar Cylance VAL             | Valcar Cylance VAL |
| ------------------ | ------------------------------ | ------------------ |
| Nr.                | Rytter                         | Placering          |
| 191                | Marta Cavalli (ITA) (landevej) | 27.                |
| 192                | Alice Maria Arzuffi (ITA)      | DNF                |
| 193                | Elisa Balsamo (ITA)            | 83.                |
| 194                | Vittoria Guazzini (ITA)        | 50.                |
| 195                | Barbara Malcotti (ITA)         | DNF                |
| 196                | Dalia Muccioli (ITA)           | 84.                |

| Health Mate-Ladies Team HMT | Health Mate-Ladies Team HMT   | Health Mate-Ladies Team HMT |
| --------------------------- | ----------------------------- | --------------------------- |
| Nr.                         | Rytter                        | Placering                   |
| 202                         | Veronika Kormos (HUN)         | DNF                         |
| 203                         | Esther Meisels (ISR)          | DNF                         |
| 204                         | Christina Schweinberger (AUT) | DNF                         |
| 205                         | Suzanne Verhoeven (BEL)       | HD                          |
| 206                         | Kylie Waterreus (NED)         | 90.                         |

| Hagens Berman-Supermint HBS | Hagens Berman-Supermint HBS | Hagens Berman-Supermint HBS |
| --------------------------- | --------------------------- | --------------------------- |
| Nr.                         | Rytter                      | Placering                   |
| 211                         | Lily Williams (USA)         | 71.                         |
| 212                         | Whitney Allison (USA)       | 66.                         |
| 213                         | Leigh Ann Ganzar (USA)      | 54.                         |
| 214                         | Lindsay Bayer (USA)         | 59.                         |
| 215                         | Harriet Owen (GBR)          | DNF                         |
| 216                         | Liza Rachetto (USA)         | DNF                         |

| Cogeas-Mettler-Look Pro Cycling Team CGS | Cogeas-Mettler-Look Pro Cycling Team CGS | Cogeas-Mettler-Look Pro Cycling Team CGS |
| ---------------------------------------- | ---------------------------------------- | ---------------------------------------- |
| Nr.                                      | Rytter                                   | Placering                                |
| 221                                      | Marija Novolodskaja (RUS)                | 29.                                      |
| 222                                      | Gulnaz Khatuntseva (RUS)                 | DNF                                      |
| 223                                      | Antri Christoforou (CYP) (landevej)      | 40.                                      |
| 224                                      | Olga Deyko (RUS)                         | DNF                                      |
| 225                                      | Elizaveta Oshurkova (RUS)                | DNF                                      |
| 226                                      | Anastasiia Pliaskina (RUS)               | DNF                                      |

| Doltcini-Van Eyck Sport DVE | Doltcini-Van Eyck Sport DVE     | Doltcini-Van Eyck Sport DVE |
| --------------------------- | ------------------------------- | --------------------------- |
| Nr.                         | Rytter                          | Placering                   |
| 231                         | Tetyana Riabchenko (UKR)        | 64.                         |
| 232                         | Séverine Eraud (FRA)            | DNF                         |
| 233                         | Pascale Jeuland-Tranchant (FRA) | DNF                         |
| 234                         | Marion Sicot (FRA)              | 57.                         |
| 235                         | Saartje Vandenbroucke (BEL)     | DNF                         |
| 237                         | Mieke Docx (BEL)                | DNF                         |

| Boels Dolmans DLT | Boels Dolmans DLT                     | Boels Dolmans DLT |
| ----------------- | ------------------------------------- | ----------------- |
| Nr.               | Rytter                                | Placering         |
| 1                 | Anna van der Breggen (NED) (landevej) | 12.               |
| 2                 | Chantal Blaak (NED) (landevej)        | 45.               |
| 3                 | Eva Buurman (NED)                     | 43.               |
| 4                 | Katie Hall (USA)                      | 16.               |
| 5                 | Annika Langvad (DEN)                  | 14.               |
| 6                 | Amy Pieters (NED)                     | 44.               |

| Mitchelton-Scott MTS | Mitchelton-Scott MTS       | Mitchelton-Scott MTS |
| -------------------- | -------------------------- | -------------------- |
| Nr.                  | Rytter                     | Placering            |
| 11                   | Annemiek van Vleuten (NED) | 1.                   |
| 12                   | Jessica Allen (AUS)        | HD                   |
| 13                   | Lucy Kennedy (AUS)         | 67.                  |
| 14                   | Sarah Roy (AUS)            | 82.                  |
| 15                   | Amanda Spratt (AUS)        | 11.                  |
| 16                   | Moniek Tenniglo (NED)      | 92.                  |

| CCC-Liv CCC | CCC-Liv CCC                             | CCC-Liv CCC |
| ----------- | --------------------------------------- | ----------- |
| Nr.         | Rytter                                  | Placering   |
| 21          | Ashleigh Moolman-Pasio (RSA) (landevej) | DNF         |
| 22          | Jeanne Korevaar (NED)                   | 76.         |
| 23          | Riejanne Markus (NED)                   | 41.         |
| 24          | Pauliena Rooijakkers (NED)              | DNF         |
| 25          | Agnieszka Skalniak-Sójka (POL)          | 49.         |
| 26          | Marianne Vos (NED)                      | 21.         |

| Trek-Segafredo TFS | Trek-Segafredo TFS            | Trek-Segafredo TFS |
| ------------------ | ----------------------------- | ------------------ |
| Nr.                | Rytter                        | Placering          |
| 31                 | Lizzie Deignan (GBR)          | 7.                 |
| 32                 | Elisa Longo Borghini (ITA)    | 9.                 |
| 33                 | Jolanda Neff (SUI) (landevej) | 23.                |
| 34                 | Ellen van Dijk (NED)          | 13.                |
| 35                 | Tayler Wiles (USA)            | 46.                |
| 36                 | Ruth Winder (USA)             | DNF                |

| Canyon-SRAM Racing CSR | Canyon-SRAM Racing CSR            | Canyon-SRAM Racing CSR |
| ---------------------- | --------------------------------- | ---------------------- |
| Nr.                    | Rytter                            | Placering              |
| 41                     | Katarzyna Niewiadoma (POL)        | 6.                     |
| 42                     | Alena Amjaljusik (BLR) (landevej) | 8.                     |
| 43                     | Alice Barnes (GBR)                | 85.                    |
| 44                     | Hannah Barnes (GBR)               | 65.                    |
| 45                     | Hannah Ludwig (GER)               | 91.                    |
| 46                     | Omer Shapira (ISR)                | 70.                    |

| FDJ-Nouvelle Aquitaine-Futuroscope FDJ | FDJ-Nouvelle Aquitaine-Futuroscope FDJ | FDJ-Nouvelle Aquitaine-Futuroscope FDJ |
| -------------------------------------- | -------------------------------------- | -------------------------------------- |
| Nr.                                    | Rytter                                 | Placering                              |
| 51                                     | Shara Gillow (AUS)                     | 42.                                    |
| 52                                     | Eugénie Duval (FRA)                    | 75.                                    |
| 53                                     | Emilia Fahlin (SWE) (landevej)         | 22.                                    |
| 54                                     | Victorie Guilman (FRA)                 | 36.                                    |
| 55                                     | Lauren Kitchen (AUS)                   | HD                                     |
| 56                                     | Évita Muzic (FRA)                      | 32.                                    |

| Sunweb SUN | Sunweb SUN                     | Sunweb SUN |
| ---------- | ------------------------------ | ---------- |
| Nr.        | Rytter                         | Placering  |
| 62         | Lucinda Brand (NED)            | 5.         |
| 63         | Leah Kirchmann (CAN)           | 18.        |
| 64         | Juliette Labous (FRA)          | 31.        |
| 65         | Floortje Mackaij (NED)         | 2.         |
| 66         | Coryn Rivera (USA) (landevej)  | 77.        |
| 68         | Liane Lippert (GER) (landevej) | DNF        |

| WNT-Rotor Pro Cycling WNT | WNT-Rotor Pro Cycling WNT     | WNT-Rotor Pro Cycling WNT |
| ------------------------- | ----------------------------- | ------------------------- |
| Nr.                       | Rytter                        | Placering                 |
| 71                        | Erica Magnaldi (ITA)          | 72.                       |
| 72                        | Kathrin Hammes (GER)          | 56.                       |
| 73                        | Gabrielle Pilote Fortin (CAN) | DNF                       |
| 74                        | Ane Santesteban (ESP)         | 28.                       |
| 76                        | Lara Vieceli (ITA)            | DNF                       |
| 78                        | Sarah Rijkes (AUT)            | 86.                       |

| Tibco-Silicon Valley Bank TIB | Tibco-Silicon Valley Bank TIB | Tibco-Silicon Valley Bank TIB |
| ----------------------------- | ----------------------------- | ----------------------------- |
| Nr.                           | Rytter                        | Placering                     |
| 82                            | Alison Jackson (CAN)          | 51.                           |
| 83                            | Nina Kessler (NED)            | DNF                           |
| 84                            | Shannon Malseed (AUS)         | 60.                           |
| 85                            | Rozanne Slik (NED)            | DNF                           |
| 86                            | Lauren Stephens (USA)         | DNF                           |

| BTC City Ljubljana BTC | BTC City Ljubljana BTC   | BTC City Ljubljana BTC |
| ---------------------- | ------------------------ | ---------------------- |
| Nr.                    | Rytter                   | Placering              |
| 91                     | Anastasia Chursina (RUS) | 58.                    |
| 92                     | Urška Bravec (SLO)       | DNF                    |
| 93                     | Anja Longyka (SLO)       | DNF                    |
| 94                     | Hanna Nilsson (SWE)      | 53.                    |
| 95                     | Urša Pintar (SLO)        | 80.                    |
| 96                     | Urška Žigart (SLO)       | 87.                    |

| Virtu Cycling Women TVC | Virtu Cycling Women TVC | Virtu Cycling Women TVC |
| ----------------------- | ----------------------- | ----------------------- |
| Nr.                     | Rytter                  | Placering               |
| 101                     | Sara Penton (SWE)       | 93.                     |
| 102                     | Katrine Aalerud (NOR)   | 62.                     |
| 103                     | Sofia Bertizzolo (ITA)  | 20.                     |
| 104                     | Louise Norman Hansen    | 88.                     |
| 105                     | Anouska Koster (NED)    | 38.                     |
| 106                     | Rachel Neylan (AUS)     | 61.                     |

| Alé Cipollini ALE | Alé Cipollini ALE             | Alé Cipollini ALE |
| ----------------- | ----------------------------- | ----------------- |
| Nr.               | Rytter                        | Placering         |
| 111               | Soraya Paladin (ITA)          | 4.                |
| 112               | Chloe Hosking (AUS)           | DNF               |
| 113               | Romy Kasper (GER)             | 81.               |
| 114               | Diana Peñuela (COL)           | DNF               |
| 115               | Nadia Quagliotto (ITA)        | 63.               |
| 116               | Eri Yonamine (JPN) (landevej) | 74.               |

| Movistar Team MOV | Movistar Team MOV                    | Movistar Team MOV |
| ----------------- | ------------------------------------ | ----------------- |
| Nr.               | Rytter                               | Placering         |
| 121               | Mavi García (ESP)                    | 17.               |
| 122               | Aude Biannic (FRA) (landevej)        | 19.               |
| 124               | Małgorzata Jasińska (POL) (landevej) | 24.               |
| 125               | Lorena Llamas (ESP)                  | 73.               |
| 126               | Eider Merino (ESP) (landevej)        | 30.               |
| 127               | Gloria Rodríguez (ESP)               | DNF               |

| Bigla BIG | Bigla BIG                   | Bigla BIG |
| --------- | --------------------------- | --------- |
| Nr.       | Rytter                      | Placering |
| 131       | Cecilie Uttrup Ludwig (DEN) | 10.       |
| 132       | Elizabeth Banks (GBR)       | 48.       |
| 133       | Elise Chabbey (SUI)         | 37.       |
| 134       | Nikola Nosková (CZE)        | 39.       |
| 135       | Mikayla Harvey (NZL)        | 26.       |
| 136       | Sophie Wright (GBR)         | 89.       |

| Astana Women's Team ASA | Astana Women's Team ASA      | Astana Women's Team ASA |
| ----------------------- | ---------------------------- | ----------------------- |
| Nr.                     | Rytter                       | Placering               |
| 142                     | Marie-Soleil Blais (CAN)     | DNF                     |
| 143                     | Marina Kurnossova (KAZ)      | DNF                     |
| 144                     | Elena Pirrone (ITA)          | DNF                     |
| 146                     | Olha Sjekel (UKR) (landevej) | 52.                     |

| Lotto Soudal Ladies LSL | Lotto Soudal Ladies LSL   | Lotto Soudal Ladies LSL |
| ----------------------- | ------------------------- | ----------------------- |
| Nr.                     | Rytter                    | Placering               |
| 151                     | Julie Van de Velde (BEL)  | 15.                     |
| 152                     | Danique Braam (NED)       | DNF                     |
| 153                     | Dani Christmas (GBR)      | 55.                     |
| 154                     | Marie Dessart (BEL)       | HD                      |
| 155                     | Chantal Hoffmann (LUX)    | DNF                     |
| 156                     | Kelly Van den Steen (BEL) | 34.                     |

| Aromitalia Vaiano VAI | Aromitalia Vaiano VAI           | Aromitalia Vaiano VAI |
| --------------------- | ------------------------------- | --------------------- |
| Nr.                   | Rytter                          | Placering             |
| 161                   | Rasa Leleivytė (LTU) (landevej) | DNF                   |
| 162                   | Sofia Beggin (ITA)              | 78.                   |
| 163                   | Letizia Borghesi (ITA)          | 35.                   |
| 164                   | Angelica Brogi (ITA)            | DNF                   |
| 165                   | Carmela Cipriani (ITA)          | 69.                   |
| 166                   | Nicole Nesti (ITA)              | DNF                   |

| Parkhotel Valkenburg PHV | Parkhotel Valkenburg PHV | Parkhotel Valkenburg PHV |
| ------------------------ | ------------------------ | ------------------------ |
| Nr.                      | Rytter                   | Placering                |
| 171                      | Sofie De Vuyst (BEL)     | 68.                      |
| 172                      | Nina Buysman (NED)       | DNF                      |
| 173                      | Belle De Gast (NED)      | HD                       |
| 174                      | Roxane Knetemann (NED)   | 33.                      |
| 175                      | Esther van Veen (NED)    | 79.                      |
| 176                      | Demi Vollering (NED)     | 3.                       |

| Bepink BPK | Bepink BPK             | Bepink BPK |
| ---------- | ---------------------- | ---------- |
| Nr.        | Rytter                 | Placering  |
| 181        | Tatiana Guderzo (ITA)  | 25.        |
| 182        | Vania Canvelli (ITA)   | DNF        |
| 183        | Simona Frapporti (ITA) | DNF        |
| 184        | Katia Ragusa (ITA)     | 47.        |
| 185        | Nicole Steigenga (NED) | DNF        |
| 186        | Silvia Valsecchi (ITA) | DNF        |

| Valcar Cylance VAL | Valcar Cylance VAL             | Valcar Cylance VAL |
| ------------------ | ------------------------------ | ------------------ |
| Nr.                | Rytter                         | Placering          |
| 191                | Marta Cavalli (ITA) (landevej) | 27.                |
| 192                | Alice Maria Arzuffi (ITA)      | DNF                |
| 193                | Elisa Balsamo (ITA)            | 83.                |
| 194                | Vittoria Guazzini (ITA)        | 50.                |
| 195                | Barbara Malcotti (ITA)         | DNF                |
| 196                | Dalia Muccioli (ITA)           | 84.                |

| Health Mate-Ladies Team HMT | Health Mate-Ladies Team HMT   | Health Mate-Ladies Team HMT |
| --------------------------- | ----------------------------- | --------------------------- |
| Nr.                         | Rytter                        | Placering                   |
| 202                         | Veronika Kormos (HUN)         | DNF                         |
| 203                         | Esther Meisels (ISR)          | DNF                         |
| 204                         | Christina Schweinberger (AUT) | DNF                         |
| 205                         | Suzanne Verhoeven (BEL)       | HD                          |
| 206                         | Kylie Waterreus (NED)         | 90.                         |

| Hagens Berman-Supermint HBS | Hagens Berman-Supermint HBS | Hagens Berman-Supermint HBS |
| --------------------------- | --------------------------- | --------------------------- |
| Nr.                         | Rytter                      | Placering                   |
| 211                         | Lily Williams (USA)         | 71.                         |
| 212                         | Whitney Allison (USA)       | 66.                         |
| 213                         | Leigh Ann Ganzar (USA)      | 54.                         |
| 214                         | Lindsay Bayer (USA)         | 59.                         |
| 215                         | Harriet Owen (GBR)          | DNF                         |
| 216                         | Liza Rachetto (USA)         | DNF                         |

| Cogeas-Mettler-Look Pro Cycling Team CGS | Cogeas-Mettler-Look Pro Cycling Team CGS | Cogeas-Mettler-Look Pro Cycling Team CGS |
| ---------------------------------------- | ---------------------------------------- | ---------------------------------------- |
| Nr.                                      | Rytter                                   | Placering                                |
| 221                                      | Marija Novolodskaja (RUS)                | 29.                                      |
| 222                                      | Gulnaz Khatuntseva (RUS)                 | DNF                                      |
| 223                                      | Antri Christoforou (CYP) (landevej)      | 40.                                      |
| 224                                      | Olga Deyko (RUS)                         | DNF                                      |
| 225                                      | Elizaveta Oshurkova (RUS)                | DNF                                      |
| 226                                      | Anastasiia Pliaskina (RUS)               | DNF                                      |

| Doltcini-Van Eyck Sport DVE | Doltcini-Van Eyck Sport DVE     | Doltcini-Van Eyck Sport DVE |
| --------------------------- | ------------------------------- | --------------------------- |
| Nr.                         | Rytter                          | Placering                   |
| 231                         | Tetyana Riabchenko (UKR)        | 64.                         |
| 232                         | Séverine Eraud (FRA)            | DNF                         |
| 233                         | Pascale Jeuland-Tranchant (FRA) | DNF                         |
| 234                         | Marion Sicot (FRA)              | 57.                         |
| 235                         | Saartje Vandenbroucke (BEL)     | DNF                         |
| 237                         | Mieke Docx (BEL)                | DNF                         |